# Paul Henreid
Paul Henreid, egentlig Paul Hernreid von Wassel-Waldingau, (10. januar 1908 i Trieste, Østrig-Ungarn – 29. marts 1992 i Santa Monica, Californien, USA) var en østrigsk-amerikansk filmskuespiller og -instruktør.
Han spillede teater i Wien, og filmdebuterede der i 1933. Han var i britisk film fra 1935 med roller i bl.a. Goodbye, Mr. Chips (Farvel, Mr. Chips, 1939) og Night Train to Munich (Nattog til München, 1940). Han fik sit gennembrud i Hollywood mod Bette Davis i Now, Voyager (Under nye stjerner, 1942), og huskes af mange for rollen som Ingrid Bergmans ægtemand i Casablanca (1942). Han spillede til at begynde med sofistikerede verdensmænd, men tog senere også roller som stod i modsætning til hans elegante ydre. Han instruerede film som Dead Ringer (1964) med Bette Davis og en række fjernsynsproduktioner, bl.a. i serien Alfred Hitchcock Presents (Alfred Hitchcock præsenterer, 1955-62).
Henreid har fået to stjerner på Hollywood Walk of Fame.